# Fauda
Fauda (فوضى; "caos" in arabo) è una serie televisiva israeliana del 2015 trasmessa dal 15 febbraio 2015 sul canale Yes Oh.
In Italia, la serie viene pubblicata dal 2 dicembre 2016 da Netflix.

## Trama

### Prima stagione
La serie racconta la storia di Doron, un ufficiale di una unità antiterrorismo Mista'arvim (reparti speciali delle forze di difesa israeliane), i cui componenti operano come infiltrati in territori palestinesi di Gaza ed in Cisgiordania, ed il suo reparto mentre cercano di catturare un terrorista di Hamas responsabile di diversi attacchi terroristici, conosciuto come "Abu-Ahmed" o "La Pantera".

### Seconda stagione
L'unità delle forze speciali israeliane è alla ricerca di Nidal al-Maqdisi, un militante dello Stato Islamico che ha creato una cellula dell'ISIS nei territori occupati.

### Terza stagione
Bashar, figlio di un ex capo del movimento Hamas, rapisce due ragazzi israeliani e li porta a Gaza. Doron e la sua squadra faranno di tutto pur di salvarli.

### Quarta stagione
Il palestinese Omar, un confidente a Bruxelles dello Shin Bet, tradisce il capitano Gabi, e con i suoi uomini lo rapisce e lo consegna a Hezbollah in Libano. Il cugino Adel intanto da Jenin prepara missili da lanciare su Israele. Doron e la sua squadra dovranno liberare Gabi ed eliminare Omar e Adel.

## Episodi
| Stagione         | Episodi | Prima TV Israele | Pubblicazione Italia |
| ---------------- | ------- | ---------------- | -------------------- |
| Prima stagione   | 12      | 2015             | 2016-2017            |
| Seconda stagione | 12      | 2017-2018        | 2018                 |
| Terza stagione   | 12      | 2019-2020        | 2020                 |
| Quarta stagione  | 12      | 2022             | 2023                 |

## Personaggi e interpreti

### Principali
- Doron Kabilio (stagioni 1-in corso), interpretato da Lior Raz. Sottoposto di Mickey Moreno e capo della sua squadra d'assalto. Durante il corso della serie subisce delle pesanti perdite di amici e parenti. È separato (in buoni rapporti), e ha due figli, Ido e Noga. Ha avuto una relazione con Shirin El Abed, ed in seguito, con Hila.
- Taufiq Hamed "Abu-Ahmed" o "La Pantera" (stagione 1), interpretato da Hisham Sulliman. Capo di Hamas ritenuto ucciso da Doron. 18 mesi dopo la sua presunta morte è stato scoperto che in realtà è ancora vivo, e viene quasi ucciso da Doron durante nozze di suo fratello Bashir, che viene ucciso da Boaz. Per vendetta, fa uccidere Boaz da Walid con una bomba incorporata. Durante la preparazione di Doron per l'attacco suicida, viene ucciso da Walid con un colpo di pistola alla nuca.
- Walid El Abed (stagioni 1-2), interpretato da Shadi Ma'ari. Alleato prima di Abu Ahmed e poi di Al Makdeesi. Innamorato di sua cugina Shirin, con la quale in seguito si sposa, nonostante non fosse ricambiato. È l'esecutore materiale di Boaz, e l'assassino di Abu Ahmed. Viene catturato da Doron e la sua squadra, e, dopo diversi tentativi falliti di farlo parlare su dove si trovi Al Makdeesi, nonostante la promessa di tenergli salva la vita affinché dica dove si nasconde, viene ucciso da Naor con un colpo in testa.
- Dottoressa Shirin El Abed (stagioni 1-2), interpretata da Laëtitia Eïdo. Cugina di Walid. Diventa amante di Doron, fin quando non scopre la sua vera identità. Un po' di tempo dopo diventa la moglie di Walid. Riallaccia i rapporti con Doron, ma dopo l'uccisione del padre di quest'ultimo avvenuta per mano di Al Maqdisi, lui pensa che lei lavori per quest'ultimo, tuttavia dopo ci ripensa, ma una volta andato a casa sua, la trova morta impiccata.
- Naor (stagioni 1-2), interpretato da Tsahi Halevi. Uno dei membri della squadra. Ha avuto una relazione con Gali, la moglie di Doron. È il membro meno ben visto dai suoi compari. Decide di lasciare la squadra, non prima di averla aiutata per far parlare Walid su Al Makdeesi.
- Mickey Moreno (stagioni 1-2), interpretato da Yuval Segal. Capo di Doron. Lo richiama in azione dopo aver scoperto che Abu Ahmed è ancora vivo. Ha avuto una relazione con Nurit. Muore ucciso con una bomba da Al Maqdisi, durante un inseguimento.
- Gali Kabilio (stagioni 1-in corso), interpretata da Netta Garti. La moglie di Doron, dal quale è separato, e la sorella di Boaz. Ha avuto una relazione con Naor.
- Nasrin Hamed (stagione 1), interpretata da Hanan Hillo. Moglie di Abu Ahmed. Decide di cambiare vita assieme ai figli Abir e Ahmed a Berlino, con l'aiuto di Ayub.
- Boaz (stagione 1), interpretato da Tomer Kapon. Membro della squadra e fratello di Gali, la moglie di Doron. In un agguato ad Abu Ahmed, uccide il fratello Bashir, durante le nozze di quest'ultimo. Impazzisce dopo la morte della sua fidanzata Daria. Viene rapito da Abu Ahmed in un inseguimento, e, con una bomba piazzata in corpo dalla dottoressa Shirin El Abed, viene fatto esplodere da Walid in uno scambio di prigionieri con Doron.
- Avichay (stagioni 1-3), interpretato da Boaz Konforty. Membro della squadra di Doron. Cecchino professionista. È il migliore amico di Steve. Dopo aver ucciso per sbaglio un capitano alleato durante un'operazione, inizia a soffrire. Viene ucciso da Bashar in una missione a Gaza, ed in seguito muore dissanguato davanti ai suoi amici.
- Nurit (stagioni 1-in corso), interpretata da Rona-Lee Shimon. Membra della squadra di Doron. Ha avuto una relazione con Moreno. Decide di congedarsi per sposarsi, ma dopo aver avviato una relazione con Sagi, ritorna.
- Hertzel "Steve" Pinto (stagioni 1-in corso), interpretato da Doron Ben-David. Membro della squadra di Doron. Condivide i suoi traumi per le perdite di amici subite. Prova un'attrazione per Nurit. È sposato con Anat, la sorella di Moreno, ed ha un figlio.
- Gabi "Capitano Ayub" (stagioni 1-in corso), interpretato da Itzik Cohen. Superiore di Doron. Colto, diplomatico, e parla benissimo l'arabo. Ha molti conoscenti arabi, Abu Maher sopra tutti.
- Eli (stagioni 2-in corso, ricorrente stagione 1), interpretato da Jacob Zada Daniel. Sottoposto di Moreno, a seguito della sua morte ne prende il posto.
- Nidal Awadalla "Abu Seif" o "Al Maqdisi" (stagione 2), interpretato da Firas Nassar. Pericoloso terrorista affiliato ad Hamas, ed in seguito all'Isis. È in cerca di vendetta su Doron, che aveva precedentemente ucciso suo padre, lo sceicco Awadalla. Riesce ad uccidere Moreno ed il padre di Doron, ma poco prima di uccidere lui, viene raggiunto da Abu Samara, e durante la sparatoria viene ferito, e ucciso da Doron con un colpo di pistola.
- Sagi (stagioni 2-in corso), interpretato da Idan Amedi. Membro della squadra, ha una relazione con Nurit.
- Bashar Hamdan (stagioni 3-in corso), interpretato da Ala Dakka. Un ragazzo palestinese, figlio di un ex capo di Hamas. Aspirante pugile, viene istruito da Doron, che, sotto il nome di Abu Fadi, riesce ad entrare in territorio palestinese. A seguito dell'uccisione di suo cugino Fawze, ucciso dagli israeliani, viene ritenuto traditore da tutta la gente locale, e, minacciato da Abu Mohammed, assieme a suo padre rapisce due ragazzi israeliani. Uno dei due muore per mano di un uomo di Abu Mohammed, e prima di venire arrestato dagli israeliani, uccide Yaara, avendo compiuto così la sua vendetta su Doron, che ha ucciso suo padre.
- Hila (stagioni 3-in corso), interpretata da Marina Maximilian. Superiore di Doron, e sua amante, in cerca di Hani Al Jabari.
- Hani Al Jabari "Abu Mohammed" (stagione 3), interpretato da George Iskander. Un militante di Hamas. Dopo la morte di Fawze Hamdan, avvenuta per mano di Doron, crede che il cugino Bashar Hamdan lo abbia tradito, e l'unico modo per risparmiarlo è quello di catturare due ragazzi israeliani. Viene poi rapito da Doron e i suoi uomini per condurlo da Abu Samahadaana dove è tenuta Yaara, una dei due ragazzi israeliani rapiti, ma la vicenda si risolve in una strage. Rimane ferito, e dopo essere stato scovato da Bashar, e aver confessato di aver condotto gli ebrei fino a lì, viene ucciso con un colpo in testa da lui.
- Dana (stagioni 2- in corso) interpretata da Meirav Shirom. È la vice di Gabi. Conduce gli interrogatori. Nella quarta stagione prende il posto di Gabi.

### Ricorrenti
- Ido Kabilio (stagioni 1-in corso), interpretato da Mel Malka. Figlio di Doron e di Gali Kabilio.
- Jihan Hamed (stagione 1), interpretata da Khawlah Hag-Debsy. La madre di Abu Akhmed.
- Sceicco Awadalla (stagione 1), interpretato da Salim Dau. Uno dei capi di Hamas. Padre di Nidal e di Samir. Viene fatto esplodere da Doron con una cintura esplosiva, in uno scambio di prigionieri con Walid El Abed.
- Gideon Avital (stagione 1), interpretato da Uri Gavriel. Ministro della difesa israeliana, intenzionato a licenziare Moreno. La sua carriera politica termina dopo le rivelazioni di Moreno su delle uccisioni di prigionieri palestinesi.

## Produzione
Fauda è stata sviluppata da Lior Raz e Avi Issacharoff in base alle loro esperienze nel servizio militare nell'unità Duvdevan delle forze di difesa israeliane. La serie è stata presentata per la prima volta il 15 febbraio 2015. 
La prima stagione della serie è stata girata a Kafr Qasim, durante la cosiddetta Operazione Margine di protezione.

## Premi e riconoscimenti
- 2016 - Premio FIPA
  - Miglior sceneggiatura in una serie originale
- 2016 - Premio Ophir dell'Accademia Israeliana di Cinema e Televisione alla prima stagione
  - 6 premi tra cui la Miglior serie drammatica
- 2017 - Citata come uno dei migliori programmi televisivi del 2017 da The New York Times
- 2018 - Premio Ophir dell'Accademia Israeliana di Cinema e Televisione alla seconda stagione
  - 11 premi tra cui: la Miglior serie drammatica, il Miglior regista e il Miglior attore per Lior Raz